# عملاق قاطيه
عملاق قاطيه (بالإنجليزية: Amlaq Qatih)‏ هو موقع أثري قديم في لبنان بعود إلى العصر الحجري الحديث لثقافة القرعون.
يقع على بعد 2.5 كيلومتر (1.6 ميل) شمال غرب بعلول، 5 كيلومترات (3.1 ميل) شمال القرعون، لبنان 
تم اكتشاف الموقع وتجميع المجموعات بواسطة علماء الاثار هنري فلايش وموريس تالون في عام 1955. تم العثور على المواد المسترجعة على أنها ذات لون كريمي من الصوان، واقترح تأريخها على انه امن العصر الحجري الحديث 